# OJ Da Juiceman
OJ Da Juiceman, a właściwie Otis Williams, Jr. (ur. 26 listopada 1981 w Atlancie) – amerykański raper. Wydał jedną solową płytę The Otha Side of the Trap. Ma na swoim koncie również występu gościnne u takich artystów jak Gucci Mane, Jadakiss, R. Kelly czy Swizz Beatz.
Wychował się w Atlancie pod opieką samotnej matki. Został postrzelony ośmiokrotnie podczas jednego z nieudanych przemytów narkotykowych.

## Dyskografia

### Albumy
- The Otha Side of the Trap (2009)

### Single
- Make tha Trap Say Aye (2008) (ft. Gucci Mane)